# 古巴廖沃农村居民点
古巴廖沃农村居民点（俄语：Губарёвское сельское поселение）是俄罗斯联邦沃罗涅日州谢米卢基区所属的一个农村居民点。其下辖有7个居民点，行政中心为古巴廖沃。据2016年统计，该农村居民点的人口为1754人。